# Dragados
Dragados SA – przedsiębiorstwo zajmujące się m.in. budową dróg, w tym odcinków dróg ekspresowych w Polsce. Jest udziałowcem m.in. spółki Polaqua, należy do grupy ACS.